# Glen Browder

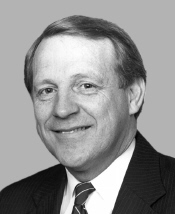
Glen Browder

John Glen Browder (* 15. Januar 1943 in Sumter, South Carolina) ist ein US-amerikanischer Politiker (Demokratische Partei).

## Werdegang
Glen Browder graduierte 1961 an der Edmunds High School in Sumter. Dann machte er 1965 seinen Bachelor of Arts am Presbyterian College in Clinton und 1971 seinen Master of Arts sowie einen Ph.D. an der Emory University in Atlanta (Georgia). Während dieser Zeit war er 1966 als Sportjournalist für den Atlanta Journal tätig. Danach ging er zwischen 1966 und 1968 einer Beschäftigung als Ermittler für die United States Civil Service Commission in Atlanta nach.
Browder hatte zwischen 1971 und 1987 an der Jacksonville State University eine Anstellung als Professor für Politikwissenschaft. Darüber hinaus war er zwischen 1978 und 1987 Präsident der Data Associates in Anniston (Alabama). Browder war zwischen 1982 und 1986 Mitglied im Repräsentantenhaus von Alabama. Dann war er zwischen 1987 und 1989 als geschäftsführender Beamter (Secretary of State) tätig. Er wurde bei einer Nachwahl in den 101. US-Kongress gewählt, um dort die Vakanz zu füllen, die durch den Tod von Bill Nichols entstanden war. Browder wurde drei Mal in den US-Kongress wiedergewählt. Er war im US-Repräsentantenhaus vom 4. April 1989 bis zum 3. Januar 1997 tätig. Browder entschied sich 1996 gegen eine erneute Kandidatur für das US-Abgeordnetenhaus, kandidierte aber erfolglos um einen Sitz im US-Senat. Er ist seit 1997 als Gastprofessor am Department of National Security Affairs an der Naval Postgraduate School tätig, wo sein Schwerpunkt dem US-Kongress und dem Verteidigungsministerium der Vereinigten Staaten zukommt. Ferner hat er eine Anstellung an der Jacksonville State University, wo er sich mit der American Democracy beschäftigt.

## Werke
- mit Terri Ann Ognibene: South Carolina's Turkish People: A History and Ethnology. University of South Carolina, Chapel Hill 2018, ISBN 978-1-61117-858-6.
- mit Artemesia Stanberry: Stealth Reconstruction: An Untold Story of Racial Politics in Recent Southern History. NewSouth, Montgomery 2010, ISBN 978-1-58838-239-9.
- The South’s New Racial Politics. Inside the Race Game of Southern History. NewSouth, Montgomery 2009, ISBN 978-1-60306-050-9.
- The Future of American Democracy: A Former Congressman’s Unconventional Analysis. University Press of America, Washington, D. C. 2002, ISBN 978-0-7618-2307-0.